# Siedlungshäuser Rosa-Luxemburg-Platz (Radebeul)
Die zwei hintereinander stehenden Siedlungshäuser östlich des Rosa-Luxemburg-Platzes liegen im Stadtteil Niederlößnitz der sächsischen Stadt Radebeul. Die aus dem Jahr 1924 stammenden Siedlungshäuser stehen unter Denkmalschutz und die gestaltete Grünfläche mit Einfriedung und Pforten gilt als denkmalpflegerische Nebenanlage. Ebenso wie die „Beamten-Wohnhausgruppe“ der nahegelegenen Gröba-Siedlung wurden die Wohnhäuser vom Elektrizitätsverband Gröba für seine Mitarbeiter errichtet.

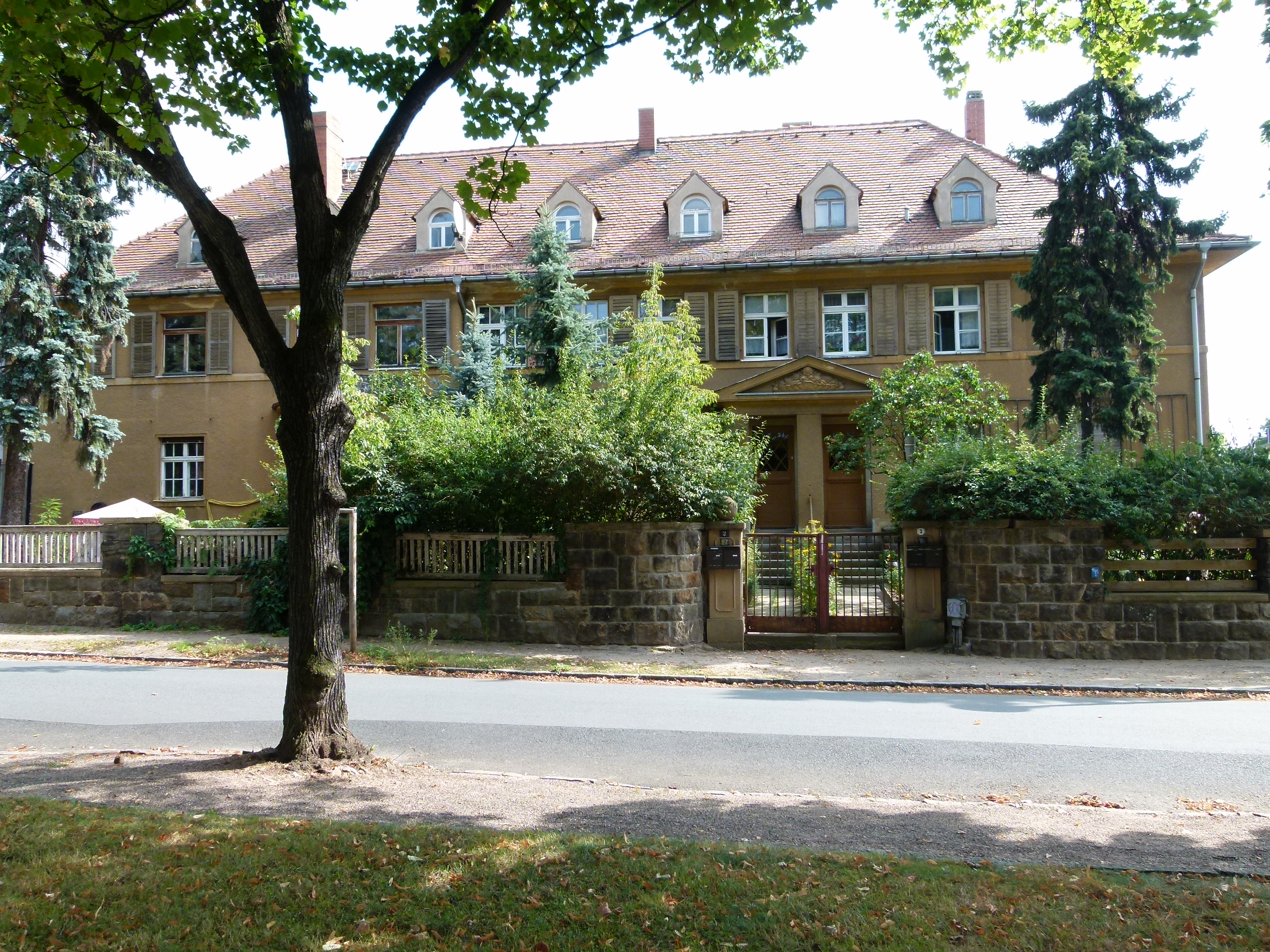
mit der ebenfalls denkmalgeschützten Einfriedung

## Beschreibung
Längs der Platzkante ausgerichtet bildet das zweigeschossige Mehrfamilienwohnhaus Rosa-Luxemburg-Platz 2/3 mit dem Kopfbau Alfred-Naumann-Straße 15 die östliche Platzbegrenzung. Das langgestreckte Gebäude steht auf einem bossierten Bruchsteinsockel und hat ein Walmdach mit kleinen Giebelgauben. Die zwei rechten Hauseingänge Rosa-Luxemburg-Platz sind unter einem gemeinsamen Dreiecksgiebel zusammengefasst. Auf der linken Seite der Hauptansicht steht ein halbrunder Standerker. Die Obergeschossfenster des einfach gegliederten Putzbaus werden durch ein Fensterbankgesims gestützt und durch Klappläden eingefasst.
Das vom gleichen Auftraggeber erstellte Doppelhaus Alfred-Naumann-Straße 13 und Heinrich-Zille-Straße 46 liegt vom Platz aus gesehen in zweiter Reihe inmitten einer gestalteten Grünfläche. Das eingeschossige Gebäude hat ein ausgebautes Mansarddach, in der Längsseite zur Freifläche befindet sich der Eingangsvorbau, die Giebelseiten zeigen zu den beiden Straßen. Die Fenster werden durch Klappläden beziehungsweise Weinspaliere eingefasst.
Die Einfriedung besteht aus bossierten Sandsteinmauern mit eingelassenen Lattenzäunen.
Die platzbildprägende Anlage im Reform- und Heimatstil ist baugeschichtlich von Bedeutung.
Im Jahr 2016 fand eine denkmalpflegerische Instandsetzung mit notwendiger energetischer Sanierung der beiden freistehenden Wohnhäuser statt, die sich im Eigentum der Besitzgesellschaft der Stadt Radebeul mbH befinden. Die Nr. 3 konnte während der Sanierung am Tag des offenen Denkmals besichtigt werden.

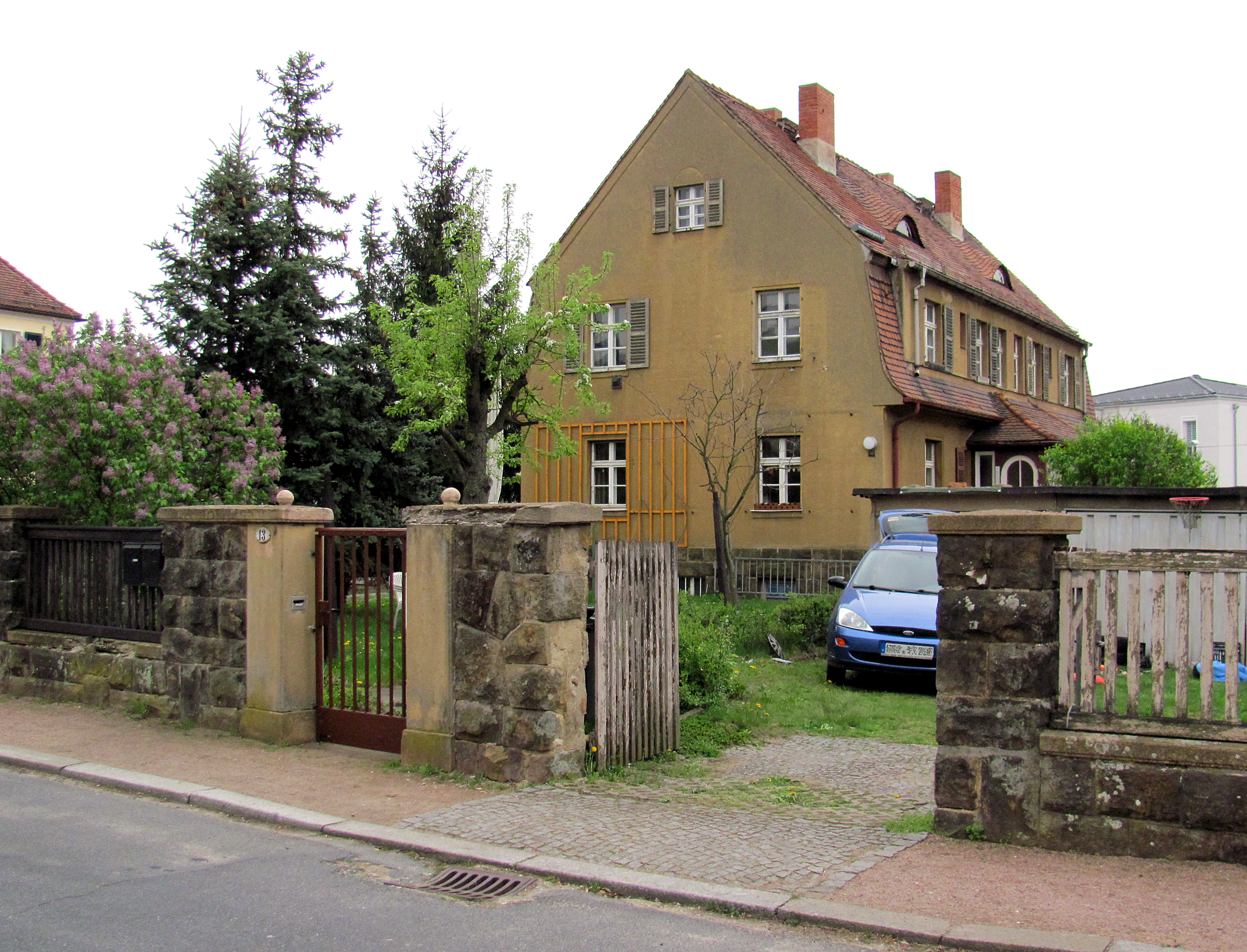
Siedlungshaus Alfred-Naumann-Straße 13, Heinrich-Zille-Straße 46
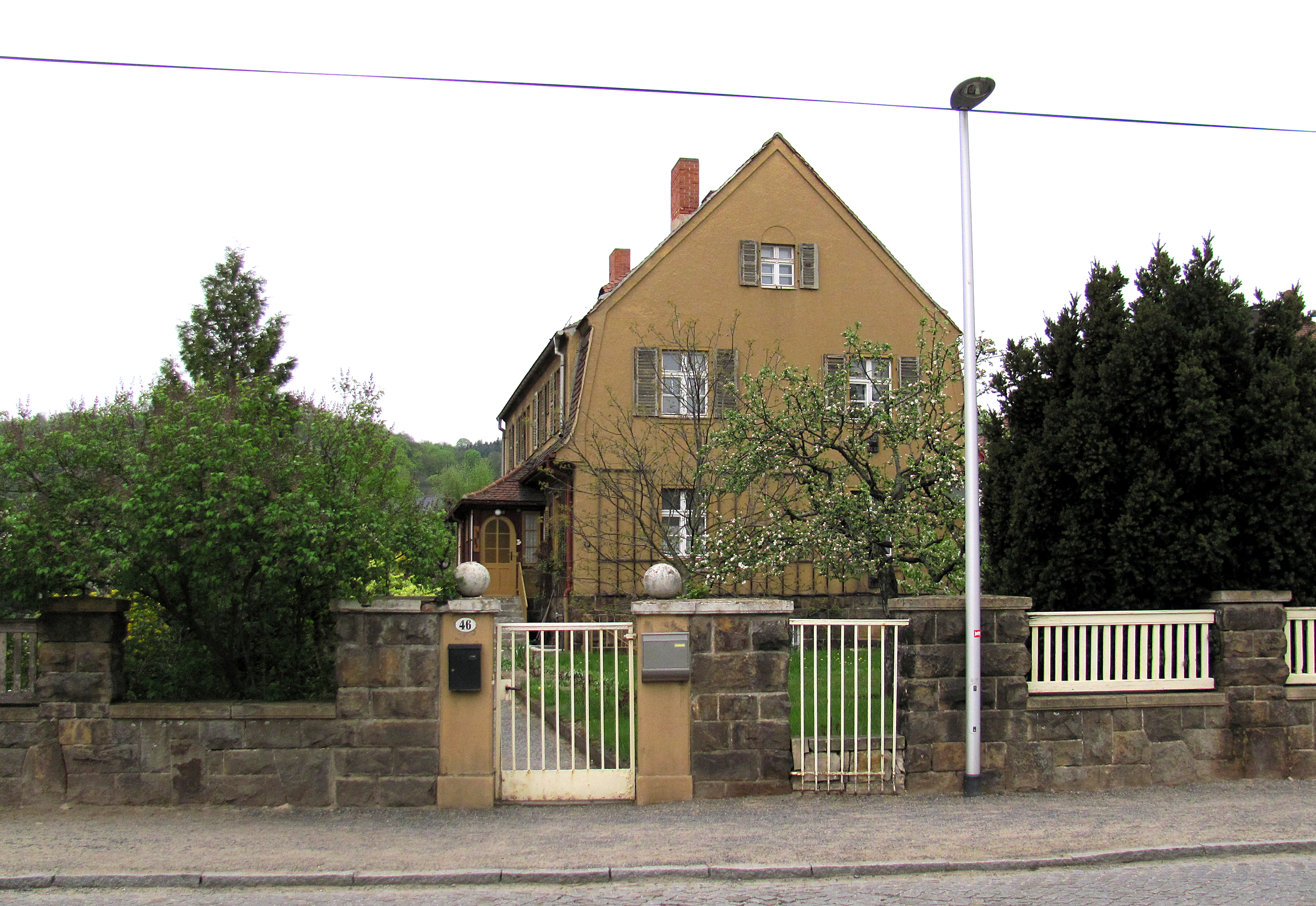
Siedlungshaus Radebeul Heinrich-Zille-Straße 46, Alfred-Naumann-Straße 13
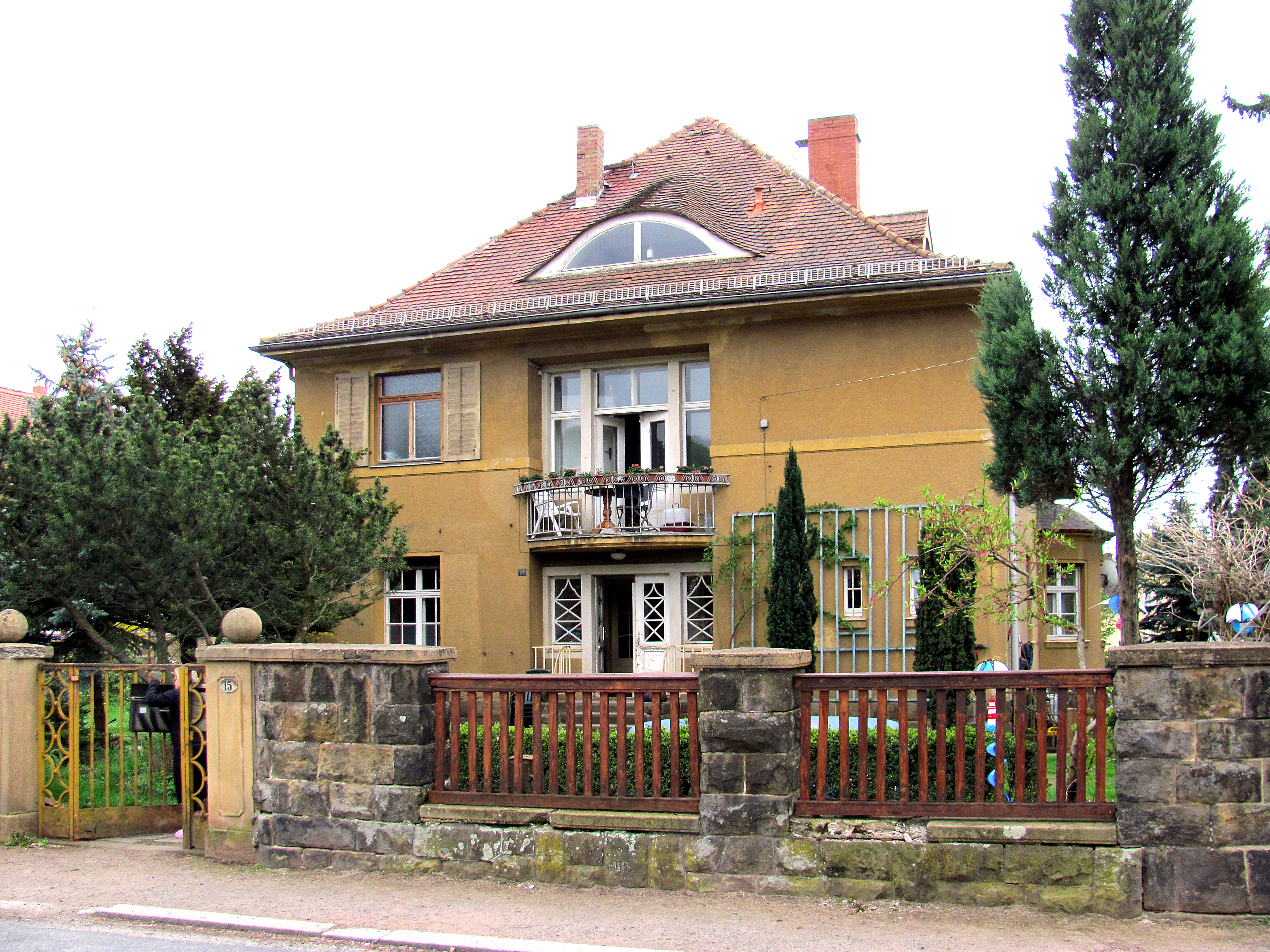
Mehrfamilienwohnhaus Alfred-Naumann-Straße 15, Rosa-Luxemburg-Platz 2/3
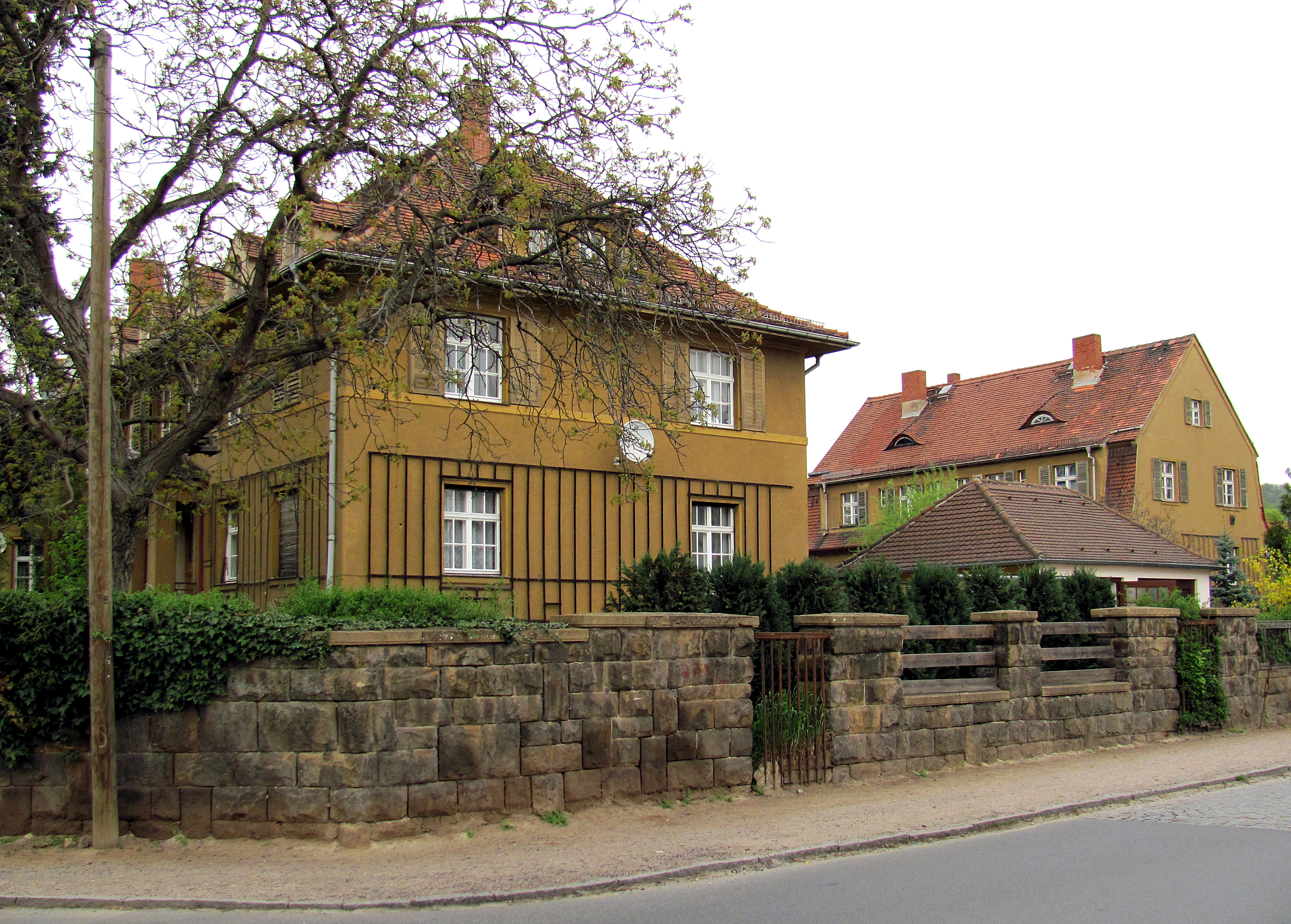
Siedlungshäuser Rosa-Luxemburg-Platz 3 und Heinrich-Zille-Straße 46